# Paulo Vilhena
Paulo Eduardo Oliveira de Vilhena Moraes (Santos, 3 de enero de 1979) es un actor y presentador brasileño.

## Biografía
Vilhena nació en Santos, en la costa de São Paulo, era modelo a la edad de 17 años.
En 1998 entró en la facultad de publicidad en Pontíficia Universidade Católica de São Paulo sin embargo abandonó los estudios ya que había pasado las pruebas para el programa de televisión Sandy & Junior donde interpretó a Gustavo, Paulo permaneció en la serie durante 3 años. En 2002 hizo su debut en telenovelas con mayor precisión en Corazón de estudiante jugando a Fábio, en 2003 Vilhena intepretou su primer protagonista en Agora É Que São Elas y en el mismo año actuó en la telenovela Celebridade. en 2005, jugo Adonias en A Lua Me Disse, en 2007 interpretó a un experto en vinos en la telenovela Paraíso Tropical, este personaje es más maduro y difiere de lo que había hecho. En 2008, Paulo jugó a Eros en Três Irmãs y en 2009 hizo una aparición como invitado en la telenovela Malhação. 
En 2011, Vilhena fue abordado por el entonces reportero de CQC, Rafael Cortez que se detuvo a entrevistarlo, el actor escupió en la cara de Cortez.
En 2014, protagonizó la serie A Teia y en el mismo año interpretó a un pintor esquizofrénico en la telenovela Império.

### Vida privada
Salió con Sandy en 2000 y puso fin a la relación en 2001, en 2009 conoció a la actriz Thaila Ayala, se casaron el 19 de noviembre de 2011 y se divorciaron en enero de 2014.

## Filmografía

### Televisión
| Año       | Título                | Personaje                    | Notas                                     |
| --------- | --------------------- | ---------------------------- | ----------------------------------------- |
| 1998-2001 | Sandy & Junior        | Gustavo Beltrão              | Temporadas 1-3                            |
| 2002      | Corazón de estudiante | Fábio                        |                                           |
| 2003      | Agora É Que São Elas  | Vitório Augusto Ramos (Vito) |                                           |
| 2003      | Celebridade           | Paulo César Assunção         |                                           |
| 2005      | A Lua Me Disse        | Adonias                      |                                           |
| 2006      | Minha Nada Mole Vida  | Líber Mantovani              | Episodio: Hipnose do Amor                 |
| 2007      | Paraíso Tropical      | Frederico Navarro (Fred)     |                                           |
| 2008      | Casos e Acasos        | Wilson                       | Episodio: O Flagra, a Demissão e a Adoção |
| 2008      | Três Irmãs            | Eros Pascoli Pedreira        |                                           |
| 2009      | Malhação              | Arthur Montenegro            | Episodio: del 8 a 11 de agosto            |
| 2010      | A Vida Alheia         | Lírio                        |                                           |
| 2011      | Morde & Assopra       | Cristiano Cunha              |                                           |
| 2014      | A Teia                | Marco Aurélio Baroni         |                                           |
| 2014      | (Des)encontros        | Gael                         | Episodio: Lara e Gael                     |
| 2014      | Império               | Domingos Salvador            |                                           |
| 2017      | La Trampa             | Evandro                      |                                           |
| 2018      | O Sétimo Guardião     | João Inácio Dias             |                                           |

### Cine
| Año  | Título                             | Personaje                               | Notas   |
| ---- | ---------------------------------- | --------------------------------------- | ------- |
| 2004 | El espantatiburones                | Oscar                                   | Doblaje |
| 2004 | Xuxa e o Tesouro da Cidade Perdida | Lisandro                                |         |
| 2007 | O Magnata                          | André Magnata                           |         |
| 2008 | Chega de Saudade                   | Marquinhos                              |         |
| 2009 | Quanto Dura o Amor?                | Nuno                                    |         |
| 2010 | As Melhores Coisas do Mundo        | Marcelo                                 |         |
| 2013 | Entre Nós                          | Gus                                     |         |
| 2016 | Um Namorado Para Minha Mulher      | Gastão                                  |         |
| 2016 | Amor no Divã                       | Miguel                                  |         |
| 2017 | Como Nossos Pais                   | Eduardo Vasconcelos                     |         |
| 2018 | Talvez Uma História de Amor        | João                                    |         |
| 2019 | Turma da Mônica: Laços             | Cebolácio Menezes da Silva (Seu Cebola) |         |